# Herfølge Stadion
Herfølge Stadion er et fodboldstadion beliggende i Herfølge, og er hjemmebane for Herfølge Boldklub.
Tilskuerrekorden på Herfølge Stadion faldt den 15. juli 1997, da der på et godt pakket Herfølge Stadion var ca. 8.300 tilskuere.
Herfølge Stadion er ejet af Køge Kommune, efter kommunen købte selve tribunerne ud af private investorer, der i sin tid betalte for opførelsen.